# Imran Taus
Imran Taus (Paramaribo, 31 maart 1984) is een Surinaams politicus voor de PALU. Tijdens de verkiezingen van 2025 was hij lijsttrekker van de gemeenschappelijke partijlijst van OPTSU.

## Biografie
Imran Taus woonde tot zijn zesde in Kasabaholo aan de westkant van Paramaribo en vervolgens tot zijn 21e in Zorg en Hoop. Zijn vader, een nationalist en sinds 1973 lid van de communistische PALU, kwam in 1984 ten tijde van het militaire regime terug naar Suriname. De PALU bevond zich in die periode in het centrum van de macht. Omdat zijn tien jaar oudere zus relatief jong het huis verliet, groeide Taus sinds zijn achtste op als enig kind. Sinds zijn tiende was hij misdienaar in de Bonifaciuskerk.
In 1998 raakte hij onder de indruk van de Jeugdraad die hij op televisie zag opkomen voor kinderrechten. Hij legde contact en kwam in een andere vriendengroep terecht en mocht zelf ook leiding geven aan een werkgroep. In die tijd raakte hij verder geïnteresseerd in politiek.
Hij studeerde van 2005 tot 2012 aan de Vrije Universiteit Amsterdam en slaagde daar voor een bachelorgraad in bestuurskunde (Bestuur en Organisatiewetenschappen). Van 2013 tot 2014 vervolgde hij zijn studie aan de Universiteit van Amsterdam en rondde deze af met een mastergraad in in politicologie (Bestuur en Beleid). In Amsterdam had hij verschillende bijbanen. Terug in Suriname ging hij aan het werk als beleidsadviseur voor het ministerie van Sociale Zaken en Volkshuisvesting.
Taus is bestuurslid van de PALU. Tijdens de verkiezingen van 2020 stond hij op nummer 2 van de kandidatenlijst van zijn partij in Paramaribo. Tijdens de verkiezingen van 2025 staan de kandidaten van PALU op de gemeenschappelijke partijlijst van OPTSU, met Taus als lijsttrekker.
Rond 2018 / 2021 was Taus coördinator en voorzitter van de Commissie Pride Month Suriname, die jaarlijks in oktober wordt gehouden. In dat jaar was de PALU de eerste politieke partij die tijdens de Pride Month de eigen vlag voor het partijcentrum streek ten gunste van de regenboogvlag. In 2020 werd de vlag twee maal in brand gestoken, wat Taus bevestigde dat homoacceptatie voor veel mensen nog moeilijk is.
Tijdens de verkiezingen van 2025 was hij lijsttrekker van de gemeenschappelijke partijlijst van OPTSU. De partijcombinatie verwierf echter geen zetel.